# Dicranella torrentium
Dicranella torrentium är en bladmossart som beskrevs av Thériot och Potier de la Varde 1917. Dicranella torrentium ingår i släktet jordmossor, och familjen Dicranaceae. Inga underarter finns listade i Catalogue of Life.